# 喜悅 (藝術家)
喜悅（1977年—），原名為卡里冬妮婭·克里，出生於美國康乃狄克州，之後隨家人搬到佛羅里達州生活。十九歲時於布魯克林普瑞特藝術學院學畫，因對傳統學院藝術講求形式規則的作品失去興趣，不想僅僅創作被收藏、販賣的作品，而轉向擁抱更多可能的街頭藝術。喜悅的作品沒有激進的標語，多以女性作為主要塗鴉形象，刻畫中下階層平凡的日常生活，並於其中展露對社會的關懷。此外，喜悅成為第一位進入紐約Deitch Projects畫廊舉辦個展的女性塗鴉藝術家。她在幾乎由男性控制的街頭藝術世界，以女性之姿佔有一席之地，為當代重要的街頭藝術家之一。 

## 早年生活
喜悅成長於佛羅里達的戴通納海灘 ，她有著一個混亂的童年。父母皆為海洛因重度成癮者，在精神疾病與自殺傾向中苦苦掙扎。這段童年經歷後來成為喜悅創作的重要主題之一。喜悅十歲那年，父親終於成功戒毒，母親幫她報名了為退休人員開設的藝術課程，喜悅說：「一群八十歲的退休畫家接受了我，教我如何畫畫。因為他們，我成為一個專注、自信的藝術家。」 
十七歲時，她曾作為交換生在布拉格（Praha）待過一年。那段期間，她去了維也納（Vienna）參觀，並開始對古斯塔夫·克林姆（Gustav Klimt）與埃貢·席勒（Egon Schiele）著迷。 十九歲那年她到了紐約布魯克林就讀普瑞特藝術學院（Pratt Institute of Art ），四年（1998-2001）求學生涯中，喜悅接受了西方古典的繪畫技巧和職涯教育，但她認為這樣的教育非常有限。她說:「他們告訴我，這就是你畫畫的方式，這些是你將來工作的畫廊，這就是你將來的生活。」希望擺脫傳統框架束縛的喜悅，開始在紐約尋找可以進行創作的地方。當她在P.S.1當代美術中心看到戈登·馬塔-克拉克（Gordon Matta-Clark）的作品《建築的消滅》時，意識到她想做的東西是城市的一部分，並且是暫時的，而不是一個物件。
1999年開始，喜悅開闢了自己的道路，為了讓常人更容易在日常生活中接觸她的作品，她嘗試將畫有人像等身大的剪紙貼在建築牆面上。

## 重要經歷

### 喜悅與街頭藝術
喜悅是第一位獲得廣泛認可的女性街頭藝術家。喜悅已經將她肖像作品貼到了世界各地的城市街道上，包括紐約、底特律、舊金山、倫敦、畢爾巴鄂、香港、傑爾巴、開羅、東京和雅加達。她繁複精細的小麥漿糊肖像是通過雕刻木板或油氈板，然後手工印刷，或通過一次切割幾層紙創作的。喜悅所創作的形象，大多源自家人、朋友或她所尊敬的人，主題則多源於城市景觀中未被發現或被忽視，或在城市本身的基礎設施中被邊緣化的事物。

### 戴奇專案
喜悅早期街頭肖像畫的成就，使她很快受到商業畫廊和藝術機構的追捧。2005年，於著名的戴奇專案（Deitch Project）畫廊，舉辦了在紐約的首次個展，展覽名稱即為其藝名：《Swoon》。喜悅此次展覽的靈感來源於香港九龍寨城，她希望能藉此喚起香港自治社區獨立發展、自主建設，並挑戰畫廊的空白空間。喜悅使用木頭、鐵絲網木版畫與白色剪紙圖像，製作了一個散亂宛如複雜城市的空間，剪紙與版畫的繁複圖形參考了高架、電線、火車等元素，裡面則放置她所刻畫形形色色的普通人。
2008年喜悅再次回到戴奇畫廊，舉辦了分為兩部分的展覽：《漂浮城市》，探討全球化環境下的旅行遷移方式與社區、合作等元素。對於這場漂流冒險，喜悅表示：「這是一個思考後的產物。在這個過程中，我不斷思考如何在我們的世界去做藝術，如何在不期而遇的情況下讓人們接受你，如何讓事物引導世界進入一個不同的視覺方式。」喜悅手工製作了小船，並從紐約特洛伊出發，沿著哈德遜河岸為城鎮進行公開表演。喜悅與劇作家Lisa D’Amour，馬戲團作曲家Sxip Shirey和原創音樂製作人Dark Dark Dark共同創作了這場已船為背景的演出。船在2008年9月7日抵達位於長島的戴奇工作室，兩艘船被用繩子拴在25英尺高的紙雕上，紙雕呈現了姐妹相擁的樣子，是此次大型室內展覽的中心畫面。
2009年喜悅再次組織藝術家啟航，參加威尼斯雙年展，雖然他們並未獲得參展資格，但透過精彩的演講與表演，獲得了評論家Jerry Saltz的讚許與認可。
2019年喜悅第三次在戴奇舉辦了個展：《蟬》（Cicada）。

### 音樂盒
音樂盒是由紐奧良空運公司於2011年邀請喜悅與其他藝術家一同發想的藝術裝置。音樂盒是音樂盒村（Music Box Village）第一代版本，喜悅希望藉由音樂盒支撐居民走過卡崔納颶風破壞後的重建過程。音樂盒是由木板搭建成的小屋，每間屋子中皆放有樂器。喜悅的目的是創造一個可以自由演奏的空間：「我希望這個空間重建人們的快樂與想像力。」
2011年10月22日，音樂盒舉行了首演。這個計畫迎來了超過15000名觀光客，並接待了超過70名來自新奧爾良和國際的音樂家。緊接著項目進入了巡演，藝術家們在紐奧良城市公園、烏克蘭基輔和路易斯安那州建立了短期的表演裝置。2016年，這樣計畫被重新命名為音樂盒村，並舉辦第四次活動，以支持在紐奧良的上九區建立一個永久裝置。

## 歷年展覽
| 年份 | 展覽名稱                                                     | 機構                                                             | 地點   |
| ---- | ------------------------------------------------------------ | ---------------------------------------------------------------- | ------ |
| 2020 | 七沈思（Seven Contemplations）                               | Albright-Knox基金會                                              | 美國   |
| 2020 | 心臟通過手活著（The Heart Lives through the Hands）          | 當代工藝（Contemporary Craft）                                   | 美國   |
| 2020 | 菊科（Asteraceae）                                           | Underdogs Gallery                                                | 葡萄牙 |
| 2020 | Swoon：時光膠囊（Swoon: Time Capsule）                       | 慕尼黑城市當代藝術博物館（Museum of Urban and Contemporary Art） | 德國   |
| 2020 | 緩慢重現（The Slow Reprise）                                 | LJ畫廊（Galerie LJ）                                             | 法國   |
| 2019 | 蟬（Cicada）                                                 | 戴奇專案（Deitch Projects）                                      | 美國   |
| 2019 | Swoon：時光膠囊（Swoon: Time Capsule）                       | 城市藝術中心-波動（Fluctuart Centre d’Art Urbain）               | 法國   |
| 2019 | Swoon：每幅肖像都是容器（Swoon: Every Portrait is a Vessel） | 叛逆畫廊（Treason Gallery）                                      | 美國   |
| 2019 | Swoon                                                        | Galerie Henrik Springmann                                        | 德國   |
| 2018 | 破爛的赫卡特與記憶盒                                         | Chandran Gallery                                                 | 美國   |
| 2018 | 未來極簡（みらい みにま,Mirai Minima）                       | Swoon當代藝廊（SNOW Contemporary）                               | 日本   |
| 2018 | Swoon：紐約（Swoon: New Work）                               | LJ畫廊（Galerie LJ）                                             | 法國   |
| 2017 | 峽谷：1999-2017（The Canyon: 1999-2017）                     | 當代藝術中心（Contemporary Art Center）                          | 美國   |
| 2017 | 陪伴看不見得事物（To Accompany Something Invisible）         | 阿洛奇畫廊（Allouche Gallery                                     | 美國   |
| 2017 | 避風港（Haven）                                              | Skissernas Museum                                                | 瑞典   |
| 2016 | 塔拉薩(Thalassa )                                            | 底特律美術館（Detroit Institute of Arts Museum）                 | 美國   |
| 2016 | 光火之後（The Light After）                                  | Library Street Collective                                        | 美國   |
| 2016 | 城市光火（City Lights）                                      | MIMA（MIMA Museum）                                              | 比利時 |
| 2014 | Swoon：沈沒的祖國（Swoon: Submerged Motherlands）            | 布魯克林博物館（Brooklyn Museum）                                | 美國   |
| 2013 | 祖國（Motherlands）                                          | LJ畫廊（Galerie LJ）                                             | 法國   |
| 2013 | 初雨的香氣（Petrichor）                                      | 南佛羅里達大學（University of South Florida）                    | 美國   |
| 2012 | 蜂巢（Honeycomb）                                            | Swoon當代藝廊（SNOW Contemporary）                               | 日本   |
| 2012 | 嘰嘰喳喳（murmuration）                                      | 黑鼠計畫（Black Rat Projects）                                   | 英國   |
| 2011 | 人類世滅絕（Anthropocene Extinction）                        | 波士頓當代美術館（The Institute of Contemporary Art）            | 美國   |
| 2011 | Swoon：塔拉薩(Swoon: Thalassa )                              | 紐奧良美術館（New Orleans Museum of Ar）                         | 美國   |
| 2011 | Thekla                                                       | 地鐵畫廊（Metro Gallery）                                        | 澳洲   |
| 2010 | 複雜蜃景（Fata Morgana）                                     | LJ畫廊（Galerie LJ）                                             | 法國   |
| 2008 | 西爾維亞·埃琳娜的肖像（ Portrait of Silvia Elena）           | Honey space gallery                                              | 美國   |
| 2008 | 淹沒你的船（Drown Your Boats）                               | 新圖像藝術畫廊（New Image Art Gallery）                          | 美國   |
| 2008 | 漂浮城市（Swimming Cities of Switchback Sea）                | 戴奇專案（Deitch Projects）                                      | 美國   |
| 2006 | Swoon                                                        | 布魯克林博物館                                                   | 美國   |
| 2006 | Swoon                                                        | 紐約現當代美術館(MoMA)                                           | 美國   |
| 2005 | Swoon                                                        | 戴奇專案（Deitch Projects）                                      | 美國   |